# Paul Ambrose (Triathlet)
Paul Ambrose (* 31. Juli 1984 in Sydney) ist ein ehemaliger australischer Triathlet und Ironman-Sieger (2010, 2012, 2015).

## Werdegang
Paul Ambrose besitzt die britische und australische Staatsbürgerschaft – weshalb er in Ergebnislisten mal als Brite und mal als Australier angeführt wurde.

Er wuchs in Sydney auf und begann 2001 mit dem Triathlon-Sport und startet seit 2004 als Profi.
Im Mai 2012 konnte er in Australien seinen zweiten Ironman gewinnen und wurde damit Nationaler Meister auf der Triathlon-Langdistanz.
Paul Ambrose startete für das Abu Dhabi Triathlon Team bis zu dessen Auflösung im Januar 2013.
2015 startete er für das neu gegründete Bahrain Elite Endurance Triathlon Team, welches von Chris McCormack geleitet wird.
Im Mai 2015 konnte er nach 2012 erneut den Ironman Australia gewinnen.
Seit 2017 tritt Paul Ambrose nicht mehr international in Erscheinung.

## Sportliche Erfolge
| Datum/Jahr    | Rang | Wettbewerb                | Austragungsort           | Zeit     | Bemerkung                                                                             |
| ------------- | ---- | ------------------------- | ------------------------ | -------- | ------------------------------------------------------------------------------------- |
| 18. Jan. 2015 | 10   | Ironman 70.3 Auckland     | Auckland                 | 04:00:28 |                                                                                       |
| 22. Nov. 2014 | 7    | Laguna Phuket Triathlon   | Phuket                   | 02:42:10 |                                                                                       |
| 15. Juni 2014 | 9    | Ironman 70.3 Boulder      | Boulder                  | 03:55:30 |                                                                                       |
| 1. Sep. 2013  | 25   | Hy-Vee Triathlon 5150     | Des Moines               | 01:54:24 | U.S. Championships                                                                    |
| 20. Jan. 2013 | 4    | Ironman 70.3 Auckland     | Auckland                 | 03:59:27 |                                                                                       |
| 23. Sep. 2012 | 3    | Ironman 70.3 Cozumel      | Cozumel                  | 03:57:22 | Dritter bei der Erstaustragung                                                        |
| 8. Juli 2012  | 1    | Ironman 70.3 Rhode Island | Narragansett             | 03:54:29 | [ 4 ]                                                                                 |
| 4. Dez. 2011  | 7    | Ironman 70.3 Asia Pacific | Phuket                   | 04:02:18 |                                                                                       |
| 18. Sep. 2011 | 2    | Ironman 70.3 Syracuse     | Syracuse                 | 04:02:12 |                                                                                       |
| 14. Aug. 2011 | 2    | Ironman 70.3 Lake Stevens | Lake Stevens, Washington | 03:57:53 | [ 5 ]                                                                                 |
| 17. Juli 2011 | 1    | Ironman 70.3 Racine       | Racine                   | 03:51:50 |                                                                                       |
| 10. Juli 2011 | 2    | Ironman 70.3 Rhode Island | Narragansett             |          |                                                                                       |
| 20. Sep. 2010 | 6    | Ironman 70.3 Cancún       | Cancún                   | 04:10:01 | [ 6 ]                                                                                 |
| 15. Aug. 2010 | 2    | Ironman 70.3 Lake Stevens | Washington               | 03:59:07 | Zweiter hinter seinem Landsmann Joe Gambles                                           |
| 11. Juli 2010 | 3    | Ironman 70.3 Rhode Island | Narragansett             |          |                                                                                       |
| 20. Sep. 2009 | 2    | Ironman 70.3 Cancún       | Cancún                   | 04:15:22 | [ 8 ]                                                                                 |
| 14. Juni 2009 | 6    | Challenge Kraichgau       | Kraichgau                | 04:07:42 | über die Mitteldistanz                                                                |
| 24. Mai 2009  | 3    | Half Challenge Barcelona  | Barcelona                |          |                                                                                       |
| 13. Juli 2008 | 3    | Ironman 70.3 Rhode Island | Narragansett             |          |                                                                                       |
| 2008          | 3    | Ironman 70.3 California   | Oceanside                |          |                                                                                       |
| 2007          | 3    | UK Ironman 70.3           | Wimbleball Lake          |          | auf der halben Ironman-Distanz (1,9 km Schwimmen, 90 km Radfahren und 21,1 km Laufen) |

| Datum/Jahr    | Rang | Wettbewerb                                      | Austragungsort  | Zeit     | Bemerkung                                                                                                 |
| ------------- | ---- | ----------------------------------------------- | --------------- | -------- | --- |
| 7. Mai 2017   | 6    | Ironman Australia                               | Port Macquarie  | 08:47:03 | |
| 24. Sep. 2016 | 11   | ITU Long Distance Triathlon World Championships | Oklahoma        | 06:22:59 | Weltmeisterschaft auf der Triathlon-Langdistanz (4 km Schwimmen, 120 km Radfahren und 30 km Laufen)       |
| 16. Aug. 2015 | 3    | Ironman Mont-Tremblant                          | Québec          | 08:38:12 | |
| 3. Mai 2015   | 1    | Ironman Australia                               | Port Macquarie  | 08:35:53 | |
| 27. Juli 2014 | 3    | Ironman Canada                                  | Penticton       | 08:33:10 | |
| 4. Mai 2014   | 2    | Ironman Australia                               | Port Macquarie  | 08:37:47 | [ 10 ] |
| 11. Aug. 2012 | 16   | Ironman New York                                | New York City   | 08:58:59 | |
| 6. Mai 2012   | 1    | Ironman Australia                               | Port Macquarie  | 08:17:38 | Sieg mit persönlicher Bestzeit auf der Ironman-Distanz – Nationaler Meister auf der Triathlon-Langdistanz |
| 6. Mai 2011   | 6    | Ironman St. George                              | St. George      | 08:51:41 | |
| 29. Aug. 2010 | 1    | Ironman Louisville                              | Louisville      | 08:29:59 | [ 12 ] |
| 22. Nov. 2009 | 5    | Ironman Arizona                                 | Tempe (Arizona) | 08:24    | |
| 5. Juli 2009  | 11   | Ironman Austria                                 | Klagenfurt      |          | |
| 25. Okt. 2009 | 5    | ITU Triathlon Long Distance World Championships | Perth           |          | ITU-Weltmeisterschaft auf der Langdistanz                                                                 |
| 30. Aug. 2008 | 9    | ITU Triathlon Long Distance World Championships | Almere          |          | ITU-Weltmeisterschaft auf der Langdistanz                                                                 |

(DNF – Did Not Finish)